# Ив, Эдуар
Эдуар Эмиль Гюстав Ив (фр. Édouard Émile Gustave Yves, 26 октября 1907 — ?) — бельгийский фехтовальщик, призёр чемпионатов мира и Олимпийских игр.
Родился в 1907 году на территории Бельгийского Конго. В 1928 году на Олимпийских играх в Амстердаме занял 7-е место в командном первенстве на саблях. На Международном первенстве по фехтованию 1930 года завоевал бронзовую медаль в командном первенстве на рапирах (в 1937 году Международная федерация фехтования признала все проходившие ранее Международные первенства по фехтованию чемпионатами мира).
На чемпионате мира 1947 года завоевал серебряную медаль в командном первенстве на саблях, и бронзовую — в командном первенстве на рапирах. В 1948 году на Олимпийских играх в Лондоне завоевал бронзовую медаль в командном первенстве на рапирах, и стал 4-м в командном первенстве на саблях. На чемпионате мира 1951 года завоевал бронзовую медаль в командном первенстве на саблях. В 1952 году на Олимпийских играх в Хельсинки занял 5-е места в командных первенствах на саблях и рапирах.